# Grace (adorno musical)

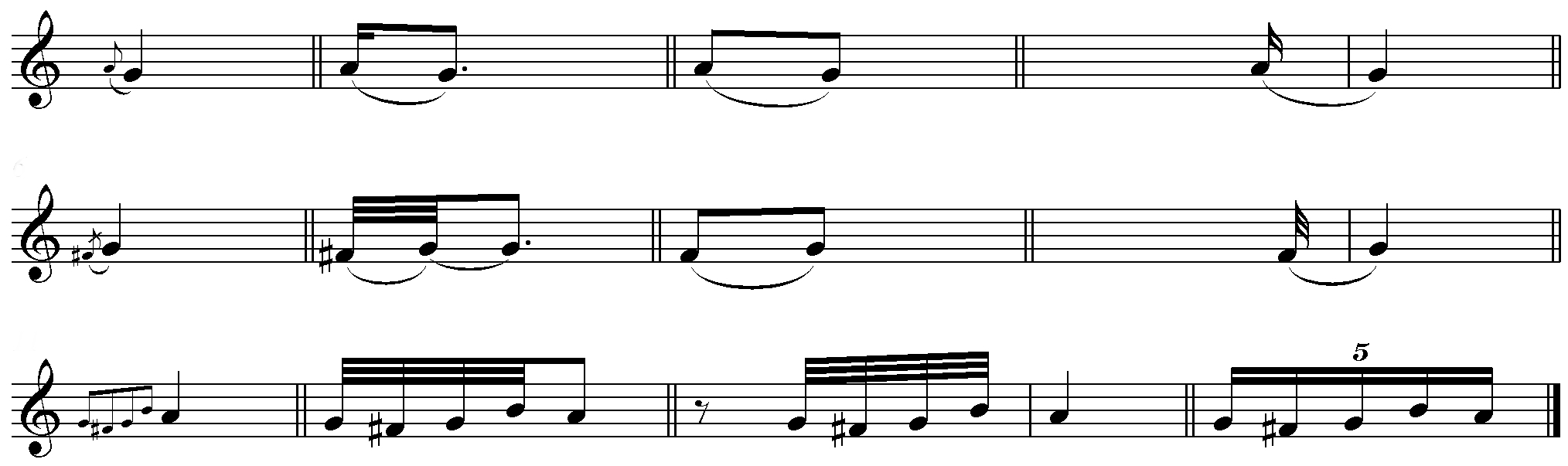
Ejemplos de adornos con notas grace.

Una nota grace o nota de gracia es un tipo de notación musical que representa diversos tipos de adornos musicales. Por lo general se la imprime en tipografía más pequeña para indicar que no es un elemento esencial desde un punto de vista melódico y armónico. Cuando expresada en forma aislada, una nota grace aislada por lo general representa una acciaccatura. Cuando se las escribe en grupos, las notas grace pueden ser interpretadas como indicando diversas clases diferentes ornamentos, dependiendo de la interpretación.

## Notación
En notación musical, una nota de gracia se distingue de una nota estándar por el tamaño de la tipografía. Una nota grace se representa mediante la impresión en un tamaño mucho más pequeño al utilizado para imprimir una nota estándar, a veces con una barra oblicua atravesando el vástago de la nota (si hay dos o más notas grace, puede escribirse una barra oblicua sobre el vástago de la primera nota pero no de las notas grace subsecuentes). La presencia o ausencia de una barra oblicua en el vástago de una nota a menudo se interpreta como indicando la intención de una acciaccatura o appoggiatura, respectivamente.
Las obras de algunos compositores, especialmente Frédéric Chopin, a veces contienen largos grupos de notas impresas con el tamaño más pequeño que se reserva para las notas grace simplemente para indicar que el lapso de tiempo requerido para ejecutar a estas notas como una unidad es un aspecto subjetivo que debe decidir el músico que ejecuta la pieza. Estos grupos de notas escritas en tipografía pequeña pueden estar o no acompañadas por una nota principal, y por lo tanto pueden o no ser consideradas como notas grace en su análisis.

## Función
Una nota de gracia representa un ornamento, y distinguir si una nota de gracia singular determinada debe tocarse como apoyatura o acciaccatura en la práctica interpretativa de un período histórico dado (o en la práctica de un determinado compositor) suele ser objeto de animado debate. Esto se debe a que se debe basar en relatos literarios e interpretativos de la práctica de interpretación en aquellos días antes de que se implementara la grabación de audio, e incluso entonces, solo la grabación personal o autorizada de un compositor podría documentar directamente el uso.